# El Tarra (ort)
El Tarra är en ort i Colombia.   Den ligger i departementet Norte de Santander, i den norra delen av landet, 500 km norr om huvudstaden Bogotá. El Tarra ligger 197 meter över havet och antalet invånare är 3 336.
Terrängen runt El Tarra är kuperad norrut, men söderut är den bergig. El Tarra ligger nere i en dal. Runt El Tarra är det ganska glesbefolkat, med 24 invånare per kvadratkilometer. Det finns inga andra samhällen i närheten. Omgivningarna runt El Tarra är en mosaik av jordbruksmark och naturlig växtlighet.